# Mehmed Köprülü
Mehmed Köprülü o Köprülü Mehmed Paşa (en turco) conocido como “el Cruel ” (Berat, 1583-Edirne, 31 de octubre de 1661) fue un militar otomano que desde 1656 ocupó el cargo de Gran Visir y fue capaz de restablecer el orden dentro del Imperio otomano y desarrollar una política exterior agresiva. También fue el fundador de una dinastía de Grandes Visires que dominó el Imperio Otomano en el siglo XVII.

## Su vida antes de convertirse en Gran Visir
Nacido cerca de Berat, en Albania, hijo de un cristiano fue llevado de pequeño a Estambul en calidad de Devşirme, entró en el servicio del palacio en las cocinas, más tarde en el tesoro imperial y finalmente pasó al equipo del chambelán de palacio. Su energía y honestidad lo presentaron como un hombre incómodo y por eso se le alejó del palacio para comandar un cuerpo de sipahis en las provincias.
En la guarnición de Köprü, del sanjak Canik, (hoy Samsun), fue donde empezó a hacerse con fama y de allí procede su sobrenombre Köprülü. (Köprülü es el gentilicio de Köprü. Hoy la localidad es un distrito de la provincia de Samsun con el nombre de Vezirköprü que significa "Ministro Köprü".) Desde entonces ocupó diversos cargos como gobernador provincial, comandante del cuerpo de los sipahis o jefe de los establos imperiales.
En 1655 se retiró de la vida política y se estableció en la villa de Köprü.
Sin embargo gracias a una amistad cuidadosamente fomentada con Turhan Hatice madre del sultán y la ayuda de varios amigos que conservaba en la corte fue nombrado gran visir por Mehmed IV  cuando tenía 73 años (septiembre de 1656) tras obtener del sultán plena libertad para actuar.

## Situación del Imperio otomano
A principios del siglo XVII el Imperio otomano ha perdido la combatividad del siglo anterior debido a las repetidas rebeliones.
Mustafa I (hijo de Mehmed III y hermano y sucesor de Ahmed I) es depuesto por su sobrino Osman II (primogénito de Ahmed), joven enérgico que es consciente de que el estado necesita reformas urgentes pero cuando quiere reorganizar a los jenízaros provoca una rebelión es hecho prisionero y estrangulado en mayo de 1622. Mustafa I vuelve al poder pero fallece en 1623.
Su sucesor es su sobrino Murad IV (medio hermano de Osman II) que solo tiene 12 años lo que agrava la anarquía, a pesar de la regencia de la madre del sultán niño, la capacitada Kösem Sultan. Los Grandes Visires no tienen autoridad, las tropas se rebelan, en Anatolia empieza una guerra civil y el Imperio safávida invade Mesopotamia y entran en Bagdad. En 1632 el sultán se hace cargo personalmente del gobierno, reprime las rebeliones, impone su voluntad al ejército y derrota a los safavidas recuperando Tabriz y Bagdad.
El capaz y a la vez cruel Murad IV muere de cirrosis en 1640 y su sucesor fue su hermano Ibrahim I, un loco cruel y libertino que antes de ser asesinado (por orden de su propia madre) en 1648 pone en peligro toda la obra de Murad IV
El sustituto de Ibrahim I es Mehmed IV, un niño de siete años, con él el desorden llega a su punto culminante. La madre y la abuela del sultán (la rusa Turhan Hatice y la griega Kösem, respectivamente) se disputan el poder (hasta que la segunda finalmente es masacrada con su séquito), los Grandes Visires se suceden sin apenas tiempo a realizar ninguna acción (nueve en cuatro años), los jenízaros no poseen ninguna disciplina, algunos gobernadores se consideran independientes, Anatolia se subleva y la guerra de Candía va por muy mal camino.
Es entonces cuando para frenar la anarquía se solicita a Mehmed Köprülü que ocupe el cargo de Gran Visir.

## Política interior
Una vez consolidada su posición tras comprar el apoyo de los jenízaros y alejados del círculo de poder a sus potenciales enemigos. Confiscó las propiedades de su predecesor Muhammed Pasha, pero le perdonó la vida y le nombró gobernador de Kanischa, después aplastó a los Kadızadeler -desterrando a su líder a Chipre- y mantuvo a raya al partido de los ulemas. En total para asegurar la posición de Köprulu murieron unas 50 000 personas otras muchas fueron desterradas y sus propiedades utilizadas para atajar el déficit público. Toda esta operación centro su atención hasta junio de 1657.
El Gran Visir aconsejaba al sultán Mehmed IV que abandonase la vida acomodada del palacio para lo que era bueno que cazara, viajara por los Balcanes y residiese en Edirne para así alejarse de las intrigas de palacio.
Su actitud frente a los enemigos internos fue invariablemente dura. Trató todas las rebeliones con mano de hierro.

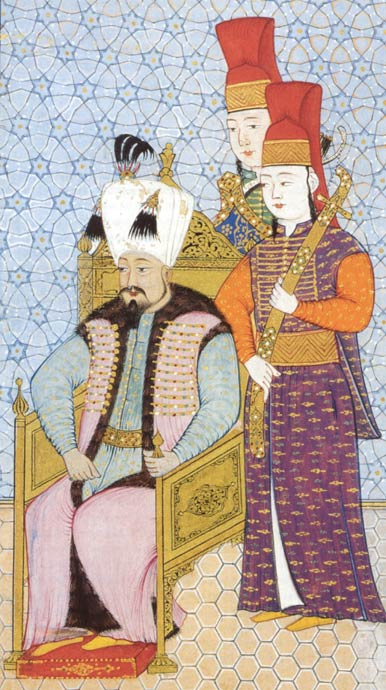
Mehmed IV

En enero de 1657 las tropas sipahis estacionadas en Estambul se rebelaron. Mehmed Köprulü reprimió fuertemente la insurrección con la ayuda de los jenízaros. El patriarca griego ortodoxo de Estambul apoyaba la rebelión por lo que el Gran Visir aprobó su ejecución.
En 1659 el líder celadi de Anatolia Abaza Hasan Pasha, marchó hacia Estambul para provocar el derrocamiento del Gran Visir, tras ser derrotado por tropas otomanas en Ilghum, fue atraído a Alepo donde fue asesinado junto a sus seguidores más importantes durante un banquete celebrado para pactar una tregua con el Gran Visir (17 de febrero de 1659). Tras la matanza, el Gran Visir, organizó una campaña de represión por Anatolia que terminó con el envío de 12 000 cabezas de seguidores celadis a Estambul.
En 1661 estalló una sublevación en Egipto pero fue pronto aplastada y la cabeza del líder rebelde, Muhammed, bey de Djirdé, fue enviada a Estambul como advertencia a cualquier conspirador.
Las reformas que realizó en la esfera militar fueron fundamentalmente organizativas. Purgo la administración de oficiales corruptos e incompetentes. Se embarcó en un elaborado programa de construcción de buques y en tierra construyó fortificaciones en los Dardanelos, para proteger Estambul de un ataque naval, y en la frontera norte. Endureció la disciplina en las tropas irregulares turcas para conseguir que fuera una fuerza más efectiva.
Incluso se atrevió con reorganizar a los jenízaros para evitar que desestabilizasen el estado. A pesar de su confianza en los jenízaros, intento domarlos ya fuera mediante una salvaje represión de los potencialmente desleales, mediante premios a la base de los jenízaros o mediante el cambio de sus comandantes.
El objetivo de Mehmed Köprülü fue centralizar el poder estatal y hacer revivir los métodos tradicionales del estado otomano.
Su mayor logro fue entregar a sus sucesores un aparato administrativo y militar bien afinado. Sin embargo el imperio necesitaba una mano fuerte por lo que en su lecho de muerte recomendó a su joven hijo Fazıl Ahmed de 26 años como nuevo gran visir.

## Política exterior
Tras consolidar definitivamente su posición su siguiente objetivo fue tratar con los enemigos exteriores del Imperio otomano.
Mehmed Köprülü había llegado al poder tras la Tercera Batalla de los Dardanelos (1656) que fue la mayor derrota naval otomana desde la batalla de Lepanto. Además la guerra de Candía se estaba convirtiendo en un problema para el Imperio otomano ya que la escuadra veneciana bloqueaba el estrecho de los Dardanelos impidiendo el tráfico naval y causando problemas en Estambul por la falta de suministros. Por todo esto la primera prioridad de Mehmed Köprülü fue la construcción de una gran escuadra que pudiera hacer frente a los venecianos y romper el bloqueo.
Los venecianos, que habían estado ganando terrero en la guerra de Candía, fueron detenidos tras la Cuarta batalla de los Dardanelos (1657)  tras la que el gran visir reconquistó Tenedos y Lemnos. Poco a poco logró expulsar a los venecianos de todo el mar Egeo.
En tierra, tomo la ofensiva en el norte contra Transilvania como castigo por haber iniciado un movimiento militar contra Polonia sin autorización del Sultán. Monto una ofensiva contra Jorge Rákóczi II y aunque los turcos fueron derrotados en la batalla de Lippa (1658)  Rákóczi fue expulsado de Transilvania y se puso en su lugar a Francisco Rhédey. Rákóczi regresó en 1658 para recuperar el trono con un golpe de Estado, haciendo renunciar a Rhédey. Los turcos ordenaron que Ákos Barcsay fuese nombrado en lugar de Rákóczi, asumiendo este el cargo el cargo en 1658. Rákóczi volvió a movilizar sus ejércitos para recuperar el trono y fue derrotado el 22 de mayo de 1660 en la batalla de Gyalu muriendo poco después.
Tras asentar el poder otomano en Transilvania, Mehmed Köprülü, planeaba una guerra contra el Sacro Imperio Romano Germánico en Hungría. El Gran Visir dio inicio a los preparativos pero la muerte le sorprendió antes de poder dar comienzo a la guerra.

## Final de Mehmed Köprülü
En los últimos años de vida y a pesar de su edad parecía que su energía se redoblaba cada día. Continúo persiguiendo a cualquier personaje potencialmente peligroso. De esa forma fueron ejecutados entre otros el gobernador de Alepo, el gobernador de Egipto, el bajá de Creta y otros varios personajes eminentes.
El Gran Visir seguía queriendo convertir a Mehmed IV en un soberano más activo y por eso le obligó a involucrarse en la guerra que estaba preparando contra el Sacro Imperio Romano Germánico.
También dedicó estos últimos años a asegurar la frontera norte con la construcción de dos fortalezas en las desembocaduras del río Don y del río Dnieper.
Antes de morir aconsejó al sultán que recelase de las mujeres, que no nombrase nunca como ministro a un hombre demasiado rico, que procurase aumentar las rentas del estado, que no permitiese la indisciplina entre las tropas y que el sultán llevase una vida activa. Por último recomendó al sultán que le sustituyese en el cargo de Gran Visir su hijo Fazil Ahmed.
Murió el 31 de octubre de 1661 fallecía tras cinco años ocupando el puesto de Gran Visir habiendo sido capaz de revitalizar el poder otomano.
El poder administrativo del Imperio pasó a manos de un jovenzuelo que no defraudaría las esperanzas puesta en él. Fue la primera vez en la historia del Imperio otomano que un hijo reemplazaba a su padre en la dignidad de Gran Visir.